# Chora (distrikt)
Chora är ett distrikt i Afghanistan. Det ligger i provinsen Uruzgan, i den centrala delen av landet, 300 kilometer sydväst om huvudstaden Kabul.
Information angående hur indelningen ser ut varierar beroende på källa. Bland andra NSIA (National Statistics and Information Authority) redovisar Chora separat från det provisoriska distriktet Chinartu, där Chora år 2002 beräknades ha cirka 60 000 invånare och Chinartu cirka 15 000 invånare, medan de ibland betraktas som ett gemensamt distrikt.